# Jezioro Strzyżewskie
Jezioro Strzyżewskie – jezioro w woj. wielkopolskim, w powiecie gnieźnieńskim, w gminie Gniezno, leżące na terenie Pojezierza Gnieźnieńskiego. Nad jeziorem leży wieś Strzyżewo Kościelne.

## Dane morfometryczne
Powierzchnia zwierciadła wody według różnych źródeł wynosi od 48,5 ha do 49,9 ha.
Zwierciadło wody położone jest na wysokości 95,2 m n.p.m. lub 95,3 m n.p.m. Średnia głębokość jeziora wynosi 5,8 m, natomiast głębokość maksymalna 13,3 m lub 21,6 m.
W oparciu o badania przeprowadzone w 2001 roku wody jeziora zaliczono do III klasy czystości i III kategorii podatności na degradację.